# 張滋昉
張 滋昉（ちょう じほう、Zhāng Zīfǎng、道光19年（1839年）11月 - 光緒26年（1900年）11月21日）は明治時代の中国語教師。諱は景栻。字は袖海。別号に鼑昉？、匏翁。北京出身で、上海で訪中中の副島種臣と知り合い渡日、興亜会興亜黌、慶應義塾大学付属支那語科、旧制東京外国語学校、東京帝国大学等で中国語を教えたが、日中関係悪化や中風により不遇な晩年を過ごした。

## 生涯

### 来日前
道光19年（1839年）11月、順天府大興県（北京市大興区）に生まれた。南宋張浚、張栻の子孫。原籍は広東省瓊州（海南省海口市）。国子監南学卒業。
1876年（光緒2年）、荊州で中国歴訪中の副島種臣に会い、後に上海に移って交流を深め、また種臣に同行していた曽根俊虎に北京官話を教えた。

### 興亜会
1878年（明治11年）秋に副島種臣が帰国すると、後を追うように1879年（明治12年）春来日し、長崎で地元の文人に引き止められ、10ヶ月滞在した後、1880年（明治13年）春東京に出て、曽根俊虎宅に寄寓した。
1880年（明治13年）2月、曽根俊虎が興亜会を設立すると、副島種臣やその支那語学校講師興亜黌本科の午前の授業において、古文音読、字音を教えた。当初は芝区西久保巴町の校舎に住み込み、11月7日、麹町区五番町18番地に移った。生徒には宮島大八、小田切万寿之助、大倉喜八郎、恒屋盛服等がいた。
1880年（明治13年）2月28日東京地学協会に入会、1895年（明治28年）10月28日免費会員となった。興亜会には3月に同盟員として入会し、12月創立員に昇進、例会、議員会、懇親会等に積極的に参加し、唯一の在京民間中国人会員としての精力的な活躍が認められ、1883年（明治16年）から3回議員に当選した。壟思録の後任として、1880年（明治13年）9月1日から11月まで慶應義塾大学支那語科講師を兼職した。教科書には慶應義塾出版会などから販売された「興亜会支那語学校」編集の『語言自適集』を使った。その後、浙江省から郭宗儀が講師として来在したが、壟と張が北京官話（北京語を含む華北方言）を教えていたのに対し、郭は南音（南方系の発音）のため生徒が困惑するなどの事態が生じ、張は慶應義塾支那語科を退任した。
1882年（明治15年）5月4日支那語学校が廃校となり、5月16日文部省東京外国語学校漢語学講師に雇い替えとなった。同校は東京商業学校第三部として統合、後に語学部と改称され、1886年（明治19年）廃止されたが、この時解雇されたか定かでない。
1889年（明治22年）9月、帝国大学文科大学博言学科及び漢学科で教え、同時に東京高等商業学校嘱託支那語学講師を務めた。帝大では『亜細亜言語集』『西廂記』『桃花扇』等を用いたが、生徒の学習意欲は低く、滋昉もこれを放任していたという。この頃浮槎（査）散人と号しているが、『論語』公冶長篇「道行はれず、桴に乗りて海に浮かばん。」から採ったもので、異国の地で自らの不遇を嘆く心境を表している。
1891年（明治24年）3月15日から1894年（明治27年）8月19日まで、副島種臣、榎本武揚等の推薦により、清国公使館内の日本語学校東文学堂で漢文を教えた。
1894年（明治27年）日清戦争が勃発し、在日清国人が次々と帰国する一方、日本人の間では中国語学習熱が高まり、日本に留まり続けた滋昉は引っ張りだことなったが、市井の人から乱暴、投石等を受けるようになり、一旦帰国した。
1895年（明治28年）には帰国し、4月から半年間存在した東亜学院でも教えている。

### 帰国
1894年（明治27年）頃から中風に罹り、1895年（明治28年）7月には東京帝国大学を免職され、生活に困窮するようになった。
1899年（明治32年）7月帰国したが、故郷の北京には反日感情のため戻れず、上海虹口区南潯路の日本旅館常盤舎に滞在し、後に城内に移った。1900年（光緒26年）11月21日死去し、上海総領事代理小田切万寿之助等の尽力で葬送された。日本滞在時は日本人の妻がいたが、死去時には妻も子もなかった。

## 編著
- ジョーン・ベビス共校、田中正程訳『英清会話独案内』、昇栄堂、明治18年7月
- 伊沢修二編輯『日清字音鑑』、並木善道、明治28年6月
- 重野安繹総閲『明治字典』、明治18年5月
- 林久昌共講述『支那語』、大日本実業学会
- 佐藤精明輯録『槎客筆談』明治14年 - 関西大学図書館増田渉文庫所蔵。